# Diecezja Idiofa
Diecezja  Idiofa – diecezja rzymskokatolicka  w Demokratycznej Republice Konga. Powstała w 1937 jako prefektura apostolska Ipamu. Podniesiona do rangi wikariatu apostolskiego w 1948.Diecezja od 1959. Pod obecną nazwą od 1960.

## Biskupi diecezjalni
- Alfonso Bossart, † (1937–1957)
- René Toussaint, O.M.I. † (1958–1970)
- Eugène Biletsi Onim † (1970–1994)
- Louis Mbwôl-Mpasi, O.M.I. (1997–2006)
- José Moko, od 2009